# لويس بول كايتيه
لويس بول كايتيه (بالفرنسية: Louis Paul Cailletet)‏ (1832-1913 م) فيزيائي ومخترع فرنسي.
نجح في إنتاج قطرات من الأكسجين السائل في عام 1877 باستخدام طريقة مختلفة عن راؤول بكتيه فقد استخدم تأثير جول-طومسون حيث ضغط الأكسجين وبرده في آن واحد، ثم أتاح للأكسجين التمدد بسرعة ونتيجة للتمدد السريع فإنه يبرد فكانت النتيجة أن حصل على بضع قطرات من الأكسجين السائل.